# Drupella eburnea
Drupella eburnea is een slakkensoort uit de familie van de Muricidae. De wetenschappelijke naam van de soort is voor het eerst geldig gepubliceerd in 1862 door Küster.